# Helle Frederiksen
Helle Frederiksen (* 5. März 1981 in Odense, Fünen) ist eine ehemalige dänische Triathletin, die seit 2006 Mitglied der dänischen Nationalmannschaft war. Sie ist Vizeeuropameisterin auf der Triathlon-Mitteldistanz (2014), Zweite der Ironman 70.3 European Championships (2017) sowie Weltmeisterin auf der Triathlon-Langdistanz (2018).

## Werdegang
Frederiksen war in ihrer Jugend als Schwimmerin aktiv und vom 12. bis 18. Lebensjahr Mitglied der dänischen Schwimm-Nationalmannschaft. Bis zu ihrem vorläufigen Rückzug aus dem Spitzensport im Jahr 1999 hatte sie etliche dänische Schwimm-Meisterschaften gewonnen.
Fünf Jahre arbeitete Frederiksen dann als Spinning-Trainerin und Freelance-Model und nahm ein Universitätsstudium auf, bis sie 2004 an einem Frauentriathlon in Odense (Piger med Power) teilnahm und diesen gewann.

### Nationale Meisterin Triathlon Kurzdistanz 2006 bis 2009
2005 trat sie bei der dänischen Triathlon-Staatsmeisterschaft an und wurde auf der Sprintdistanz Zweite bzw. Dritte auf der olympischen Distanz (1,5 km Schwimmen, 40 km Radfahren und 10 km Laufen). Nach einer intensiven Trainingsperiode an der Gold Coast in Australien wurde Frederiksen 2006 erstmals dänische Triathlon-Meisterin auf der olympischen Distanz und sie konnte diesen Titel in den Jahren 2007, 2008 und 2009 erfolgreich verteidigen. Seit 2008 startete sie als Profi-Athletin.

Im Europa-Ranking der International Triathlon Union des Jahres 2009 war Frederiksen Nummer zwei und kam auf die höchste Zahl (7) an bestrittenen Rennen.
2010 schied Frederiksen wegen eines Reifenschadens bei der Staatsmeisterschaft in Nykøbing aus und das Jahr 2010 sollte Frederiksens Unglücksjahr werden: Nach dem unverschuldeten Fahrrad-Sturz in Madrid litt sie bleibend an Rücken- und Hüftschmerzen, zumal sich auch ein Bandscheibenvorfall aus dem Jahr 2007 wieder bemerkbar machte.

### Olympische Sommerspiele 2012
Frederiksen wurde 2010 auch mit einem Olympia-Stipendium (Olympic Scholarship for Athletes London 2012) bedacht, das es ihr erlaubte, sich gezielt auf die Olympischen Spiele 2012 vorzubereiten, wo sie im August 2012 den 27. Rang belegte. Die zweite dänische Starterin Line Jensen belegte in London den 23. Rang. Frederiksens dänischer Club ist Tri4Elite. Seit 2014 startete sie für das BMC-Etixx Pro Triathlon Team (vorher: Uplace-BMC Pro Triathlon Team). Im Oktober 2014 wurde sie auf Mallorca Vizeeuropameisterin auf der Triathlon-Mitteldistanz.
Bei ihrem elften Start in einem Ironman-70.3-Rennen konnte sie sich auf Lanzarote im September 2016 den siebten Sieg sichern.

### Vizeweltmeisterin Triathlon Langdistanz 2017
Im Juni 2017 wurde sie in Dänemark Zweite bei den Ironman 70.3 European Championships. Im August wurde Helle Frederiksen Vizeweltmeisterin auf der Langdistanz. Bei der Ironman 70.3 World Championship belegte sie im September den fünften Rang.

Im November 2017 startete sie beim Ironman Arizona erstmals auf der Ironman-Distanz (3,86 km Schwimmen, 180,2 km Radfahren und 42,195 km Laufen), konnte das Schwimmen als schnellste Athletin beenden und belegte den zweiten Rang.
Im Juli 2018 wurde die damals 37-Jährige in Dänemark ITU-Weltmeisterin auf der Langdistanz. 2018 startete Frederiksen beim Ironman Hawaii und belegte den 16. Rang. Im August 2019 verkündete sie das Ende ihrer Profikarriere.

### Privates
An der Syddansk Universitet erwarb Frederiksen 2005 einen Bachelor in Gesundheit und Sport (Idræt og Sundhed). Nach dem Umzug nach Farum setzte sie ihr Studium an der Universität Kopenhagen fort und schloss es 2008 mit einem Master in Sport- und Ernährungswissenschaft ab (Cand. Scient. i Human Ernæring). Helle Frederiksen arbeitet in Dänemark als Coach und Ernährungsberaterin.
Helle Frederiksen ist seit August 2014 mit dem britischen bzw. walisischen Triathleten Ben Powell, einem früheren Mitglied der Swansea High Performance Squad, verheiratet. Ben Powell ist der Sohn des walisischen Ex-Ironman-Rekordhalters Martin Powell und arbeitet am Triathlon-Leistungszentrum Club LaSanta in Lanzarote, wo Frederiksen ihre Trainingsperioden verbrachte. Helle Frederiksen lebt in Holstebro.

## Sportliche Erfolge
| Datum/Jahr    | Rang | Wettbewerb                                          | Austragungsort | Zeit     | Bemerkung                                                                                                |
| ------------- | ---- | --------------------------------------------------- | -------------- | -------- | --- |
| 20. Okt. 2016 | 7    | Island House Invitational Triathlon                 | Nassau         | 04:00:00 | dreitägiger Wettkampf                                                                                    |
| 31. Aug. 2014 | 1    | Hy-Vee Triathlon 5150                               | Des Moines     | 01:54:44 | U.S. Championships                                                                                       |
| 27. Apr. 2014 | 2    | 5150 St. Anthony’s Triathlon                        | St. Petersburg | 01:57:06 | |
| 20. Okt. 2013 | 2    | Life Time Tri Series Oceanside                      | Oceanside      | 01:59:53 | Zweite hinter Alicia Kaye                                                                                |
| 25. Aug. 2013 | 2    | Life Time Chicago Triathlon                         | Chicago        | 02:02:55 | Zweite hinter Alicia Kaye                                                                                |
| 9. März 2013  | 2    | ITU Sprint Triathlon Pan American Cup               | Clermont       | 01:00:23 | |
| 4. Aug. 2012  | 27   | Olympische Sommerspiele 2012                        | London         | 02:03:10 | |
| 20. Apr. 2012 | 7    | ETU Short Distance Triathlon European Championships | Eilat          | 02:09:34 | Europameisterschaft                                                                                      |
| 24. Juni 2011 | 9    | ETU Short Distance Triathlon European Championships | Pontevedra     | 02:06:29 | Europameisterschaft                                                                                      |
| 3. Juli 2010  | 22   | ETU Short Distance Triathlon European Championships | Athlone        | 02:01:15 | Europameisterschaft                                                                                      |
| 2. Juli 2009  | 9    | ETU Short Distance Triathlon European Championships | Holten         | 01:57:36 | Europameisterschaft                                                                                      |
| 2. Mai 2009   | 21   | ITU World Championship Series 2009                  | Tongyeong      | 02:06:37 | |
| 30. Aug. 2008 | 1    | ITU Triathlon European Cup                          | Split          | 02:00:46 | |
| 10. Aug. 2008 | 1    | ITU Triathlon European Cup                          | Karlsbad       | 02:05:54 | |
| 27. Juli 2008 | 1    | ITU Triathlon Premium European Cup                  | Poznań         | 02:03:40 | |
| 1. Sep. 2007  | 52   | ITU Short Distance Triathlon World Championships    | Hamburg        | 02:01:35 | Triathlon-Weltmeisterschaft auf der Kurzdistanz                                                          |
| 30. Juni 2007 | DNF  | ETU Short Distance Triathlon European Championships | Kopenhagen     | –        | Europameisterschaft auf der olympischen Kurzdistanz (1,5 km Schwimmen, 40 km Radfahren und 10 km Laufen) |
| 15. Juli 2006 | 10   | ITU Triathlon Premium European Cup                  | Rijssen-Holten | 02:09:01 | |

| Datum/Jahr    | Rang | Wettbewerb                                           | Austragungsort   | Zeit     | Bemerkung                                                                                                |
| ------------- | ---- | ---------------------------------------------------- | ---------------- | -------- | --- |
| 2. Juni 2019  | 1    | Ironman 70.3 Kraichgau                               | Kraichgau        | 04:31:26 | |
| 25. Aug. 2018 | 1    | Ironman 70.3 Vichy                                   | Vichy            | 04:11:27 | |
| 17. Juni 2018 | 2    | Ironman 70.3 European Championships                  | Helsingør        | 04:09:43 | beim Ironman 70.3 Elsinore                                                                               |
| 27. Mai 2018  | 2    | Ironman 70.3 Austria                                 | St. Pölten       | 04:17:25 | |
| 9. Sep. 2017  | 5    | Ironman 70.3 World Championships                     | Chattanooga      | 04:22:12 | |
| 5. Aug. 2017  | 1    | Ironman 70.3 Otepää                                  | Otepää           | 04:24:01 | |
| 18. Juni 2017 | 2    | Ironman 70.3 Elsinore                                | Helsingør        | 04:09:34 | Zweite bei den „Ironman 70.3 European Championships“                                                     |
| 19. März 2017 | 3    | Ironman 70.3 Puerto Rico                             | San Juan         | 04:19:30 | |
| 25. Sep. 2016 | 1    | Ironman 70.3 Augusta                                 | Augusta          | 04:10:45 | [ 7 ] |
| 21. Aug. 2016 | 1    | Challenge Samorin                                    | Galveston Island | 04:18:13 | Siegerin bei der Erstaustragung                                                                          |
| 26. Apr. 2015 | 1    | Ironman 70.3 Texas                                   | Galveston Island | 04:07:52 | |
| 5. Apr. 2015  | 1    | Ironman 70.3 Brasil                                  | Brasilia         | 04:04:16 | |
| 27. Feb. 2015 | 3    | Challenge Dubai                                      | Dubai            | 04:11:43 | Dritte beim ersten Rennen der „Challenge Triple-Crown-Serie“ – hinter der Schweizer Siegerin Daniela Ryf |
| 6. Dez. 2014  | 1    | Challenge Bahrain                                    | as-Sachir        | 03:55:50 | Sieg bei der Erstaustragung                                                                              |
| 18. Okt. 2014 | 2    | ETU Middle Distance Triathlon European Championships | Peguera          | 04:27:21 | Europameisterschaft auf der Mitteldistanz im Rahmen der Challenge Paguera-Mallorca                       |
| 20. Sep. 2014 | 1    | Ironman 70.3 Lanzarote                               | Lanzarote        | 04:29:58 | mit neuem Streckenrekord                                                                                 |
| 7. Sep. 2014  | DNF  | Ironman 70.3 World Championships                     | Mont-Tremblant   | –        | Abbruch auf der Laufstrecke                                                                              |
| 20. Juli 2014 | 2    | Ironman 70.3 Racine                                  | Racine           | 04:16:22 | |
| 13. Apr. 2014 | 1    | Ironman 70.3 San Juan                                | San Juan         | 04:14:27 | erfolgreiche Titelverteidigung                                                                           |
| 27. Okt. 2013 | 1    | Ironman 70.3 Miami                                   | Miami            | 04:03:38 | |
| 17. März 2013 | 1    | Ironman 70.3 San Juan                                | San Juan         | 04:11:35 | erster Start auf der halben Ironman-Distanz – in einem Ironman 70.3-Rennen                               |

| Datum/Jahr    | Rang | Wettbewerb                                      | Austragungsort | Zeit     | Bemerkung                                                                                           |
| ------------- | ---- | ----------------------------------------------- | -------------- | -------- | --------------------------------------------------------------------------------------------------- |
| 13. Okt. 2018 | 16   | Ironman Hawaii                                  | Hawaii         | 09:11:50 | |
| 14. Juli 2018 | 1    | ITU Long Distance Triathlon World Championships | Fyn            | 05:49:04 | Weltmeisterin auf der Triathlon-Langdistanz                                                         |
| 19. Nov. 2017 | 2    | Ironman Arizona                                 | Tempe          | 08:55:35 | schnellste Schwimmerin bei ihrem ersten Ironman-Rennen                                              |
| 27. Aug. 2017 | 2    | ITU Long Distance Triathlon World Championships | Penticton      | 05:55:04 | Vizeweltmeisterin auf der Triathlon-Langdistanz (4 km Schwimmen, 120 km Radfahren und 30 km Laufen) |

(DNF – Did Not Finish)